# Selasphorus
Selasphorus je rod malých ptáků z čeledi kolibříkovitých. Má 9 zástupců vyskytujících se v Severní a Střední Americe.

## Druhy
- kolibřík rezavolesklý (Selasphorus rufus)
- kolibřík kalifornský (Selasphorus sasin)
- kolibřík světélkující (Selasphorus scinctilla)
- kolibřík šestibarvý (Selasphorus platycercus)
- kolibřík Calliopin (Selasphorus calliope)
- kolibřík čmelákový (Selasphorus heliosa)
- kolibřík karmínový (Selasphorus ardens)
- kolibřík vulkánový (Selasphorus flammula)
- kolibřík vínohrdlý (Selasphorus ellioti)